# Procédure abusive
Une procédure abusive, en droit civil, est le fait d'engager ou de poursuivre une action en justice injustifiée. Le droit d'agir en justice est un principe fondamental, mais l'abus de ce droit peut être sanctionné. Dans bien des cas, la procédure abusive est sanctionnée dans les règles de procédure civile sur l'abus du droit d'ester en justice dit aussi abus de procédure.

## Applications

### Common law
Dans les pays de Common law, la procédure abusive est classée dans les responsabilités délictuelles.

### Droit français
En France, le Code de procédure civile dispose aux termes de l'article 32-1 qu'une procédure abusive est passible d'une amende : « Celui qui agit en justice de manière dilatoire ou abusive peut être condamné à une amende civile. » Cette sanction s'applique également en cas d'« appel principal dilatoire ou abusif » (article 559), de pourvoi en cassation abusif (article 581) ou d'exercice abusif des voies de recours extraordinaires. Depuis 2017, le montant de l'amende civile, jusqu'alors plafonné à 3 000 euros, peut atteindre 10 000 euros, sans préjudice des dommages et intérêts réclamés par la partie visée par la procédure abusive, qui peuvent s'ajouter à cette somme. L'amende est versée au Trésor public. Le juge qui condamne le demandeur pour procédure abusive doit caractériser l'abus dans l'exercice du droit d'agir en justice. La personne sanctionnée peut faire appel de cette décision.
Le code de procédure pénale est modifié en 2007 de sorte que le pénal ne tient pas le civil en état, la doctrine antérieure faisait en sorte que l'action au civile est dépendante du verdict pénal, ce qui fut alors la source de nombreuses procédures abusives.

### Droit québécois
En droit québécois, l'art. 51 (2) du Code  de procédure civile dispose que « l’abus peut résulter, sans égard à l’intention, d’une demande en justice ou d’un autre acte de procédure manifestement mal fondé, frivole ou dilatoire, ou d’un comportement vexatoire ou quérulent. Il peut aussi résulter de l’utilisation de la procédure de manière excessive ou déraisonnable ou de manière à nuire à autrui ou encore du détournement des fins de la justice, entre autres si cela a pour effet de limiter la liberté d’expression d’autrui dans le contexte de débats publics ».

## Cas de l'abus du droit d'ester en justice
L'abus du droit d'ester en justice ou abus de procédure se dit d'un abus de droit effectué sur la base d'ester en justice, donc une faute commise à l'occasion d'un recours judiciaire. C'est le cas où la contestation judiciaire est de mauvaise foi au départ ou lorsqu'une partie de mauvaise foi multiplie les procédures inutilement et abusivement. Il s'oppose habituellement à l'abus de droit sur le fond (aussi connu sous l'abus social).

### En droit français
Par exemple :

« Attendu que, pour condamner la commune à payer à M. D… une somme à titre de dommages-intérêts, l'arrêt retient que sa résistance au paiement, depuis mai 2009, d'une indemnité d'éviction reconnue légitime, après une longue procédure judiciaire poursuivie en appel malgré les investigations pertinentes de l'expertise judiciaire, revêt un caractère à l'évidence abusif ; Qu'en statuant ainsi, sans caractériser l'existence d'une faute faisant dégénérer en abus le droit d'agir en justice et d'exercer une voie de recours, la cour d'appel a violé le texte susvisé. »

### En droit québécois
En droit québécois, l'abus du droit d'ester en justice est sanctionné par les articles 51 à 56 du Code de procédure civile du Québec. L'art. 51 (2) CPC dispose que « l’abus peut résulter, sans égard à l’intention, d’une demande en justice ou d’un autre acte de procédure manifestement mal fondé, frivole ou dilatoire, ou d’un comportement vexatoire ou quérulent. Il peut aussi résulter de l’utilisation de la procédure de manière excessive ou déraisonnable ou de manière à nuire à autrui ou encore du détournement des fins de la justice, entre autres si cela a pour effet de limiter la liberté d’expression d’autrui dans le contexte de débats publics ».